# Грютен
Грютен (разговорное от нем. Gruiten) — административная часть города Хан (Северный Рейн-Вестфалия, Германия).

## Общая характеристика
Население — 6000 человек. Расположен на высоте 159 метров н. у. м. Грютен состоит из двух частей: старой исторической деревни Грютен и посёлка Грютен, в котором находятся старая ратуша, вокзал, почта и администрация. Через Грютен протекает река Дюссель, в которую здесь впадает ручей Малый Дюссель.

## Герб
В гербе общины Грютен нашло своё отражение прошлое, связанное с горнодобывающей промышленностью и специализацией на добыче открытым способом известняка. На гербе слева показан скальный обрыв каменоломни, а справа — горняцкая кирка, у которой металлическая часть изображена серебряной, а рукоятка золотой. Рядом с Грютеном расположена заповедная территория «Каменоломня 7».

## История
Застройка поселения датируется примерно 1000 годом. О происхождении названия есть только предположения. Они указывают на происхождение и характер почвенных условий, например, песок, гравий, каменный щебень и известняк
В 1806 году поселения (Honnschaft) Хан, Элльшайд (Ellscheid), Мильрат (ныне часть Эркрата), Грютен, Шёллер и Зоннборн (оба последние теперь часть Вупперталя) перешли под власть Франции и были объединены в «мэрию Хаан». В 1815 году эта административная единица была передана под управление Пруссии и преобразована в мэрию Хан (Bürgermeisterei Haan).
В 1894 году Хаан покинул мэрию, потому что община боролась за права города, и Мильрат, Грютен и Шёллер (Schöller) сформировали мэрию Грютена (Bürgermeisterei Gruiten), которая был преобразован в Амт Грютен в 1927 году. С 1929 года эта администрация относилась к крупному району Дюссельдорф-Меттман (Kreis Düsseldorf-Mettmann) и просуществовала до 1975 года.
С момента присоединения Грютена к Хану 1 января 1975 года здание ратуши оказалось ненужным и сегодня оно используется коммунальной службой района Рейниш-Бергиш (Bergisch-Rheinischer Wasserverband).
С 1930 по 1952 год между Меттманом и Грютеном курсировал контактный автобус Меттман-Грютен, первый современный троллейбус в Германии.
В апреле 1945 года, в конце Второй мировой войны, разрушения Грютена и смертей его жителей удалось избежать, передав его без боя войскам США. Такое решение принял командир немецкого батальона, старший лейтенант Иоганнес Бачевский.

## Фотогалерея

Виды Грютена
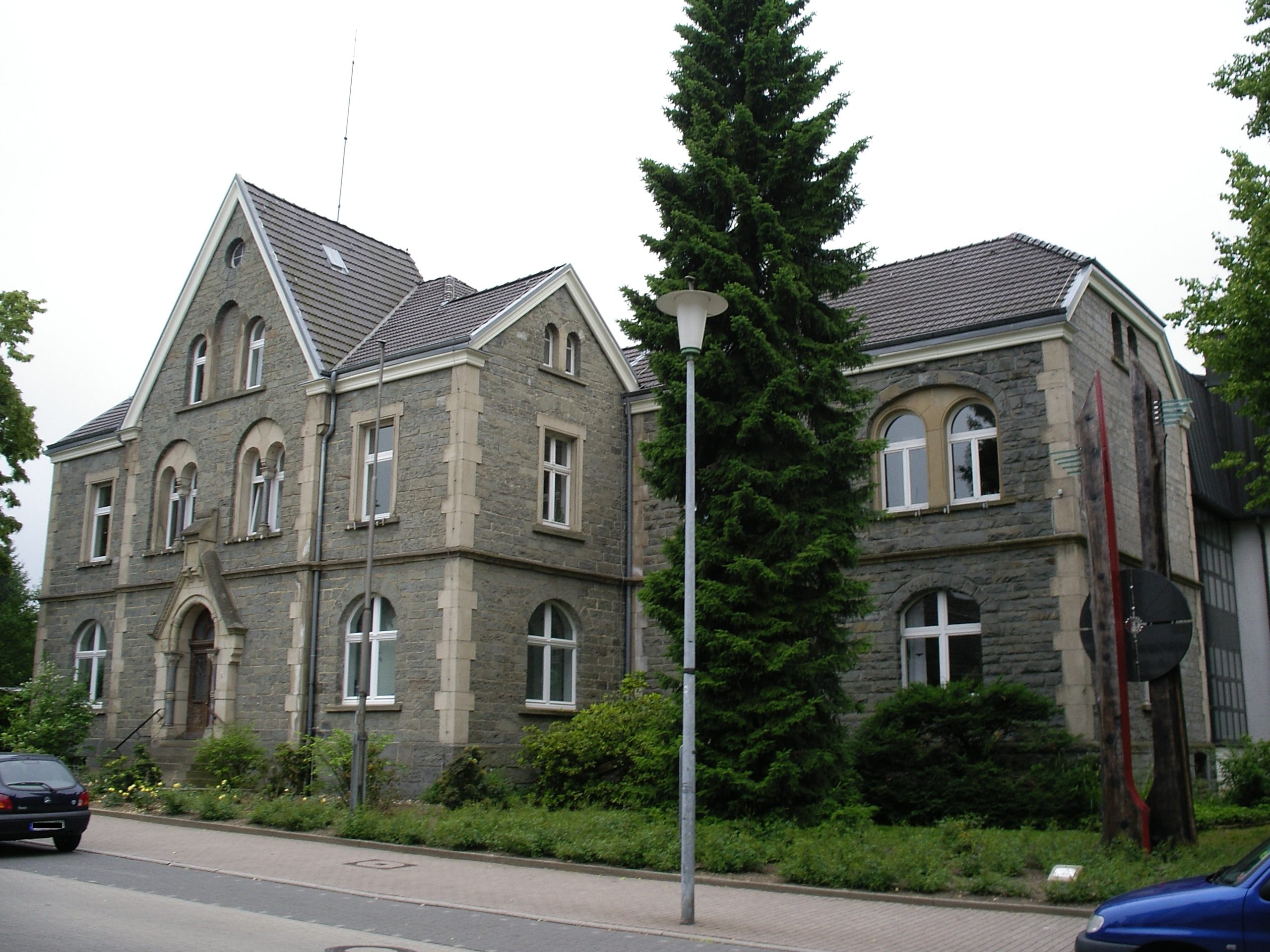
Старая ратуша (1897—1974)
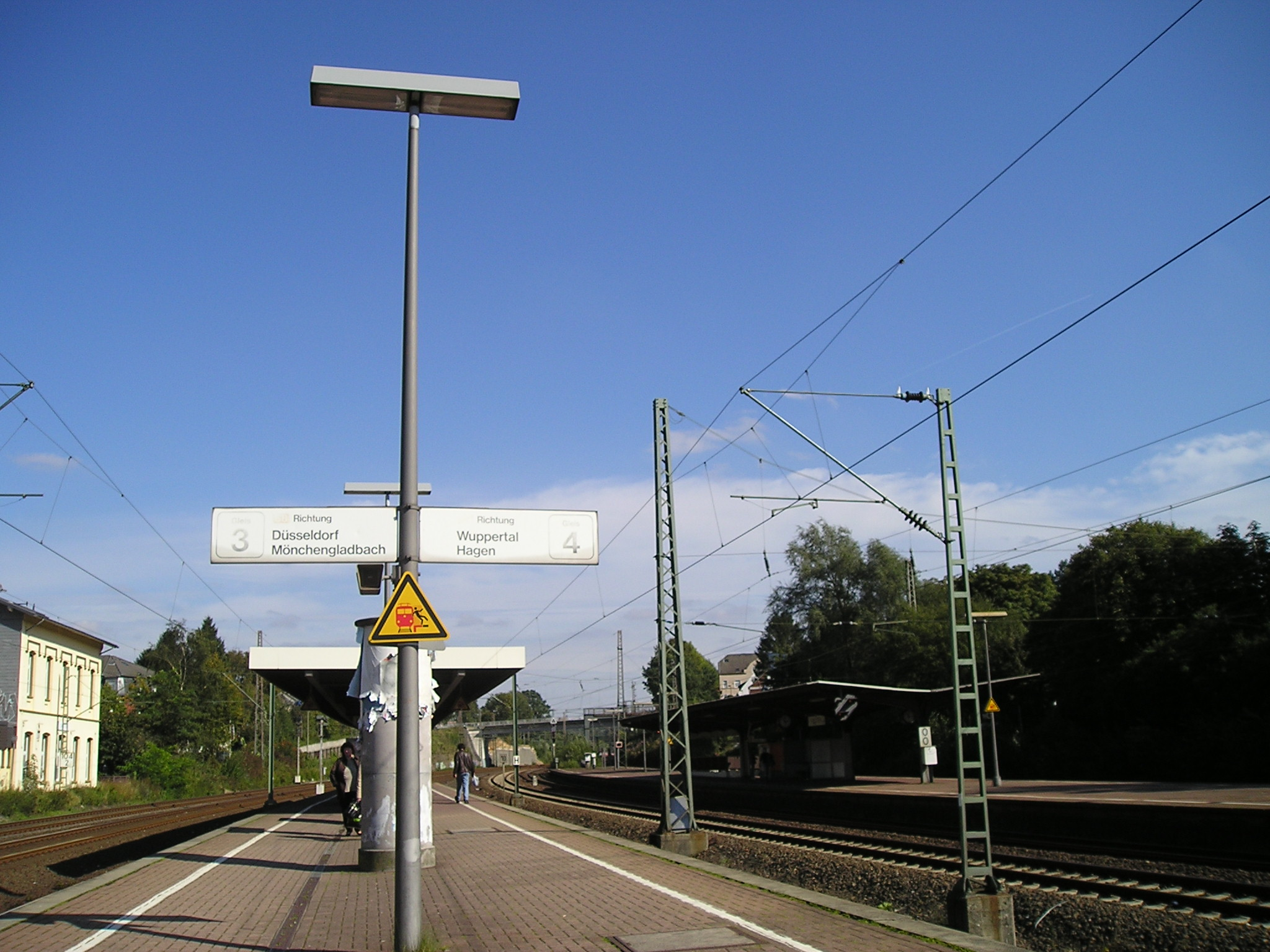
Железнодорожная платформа
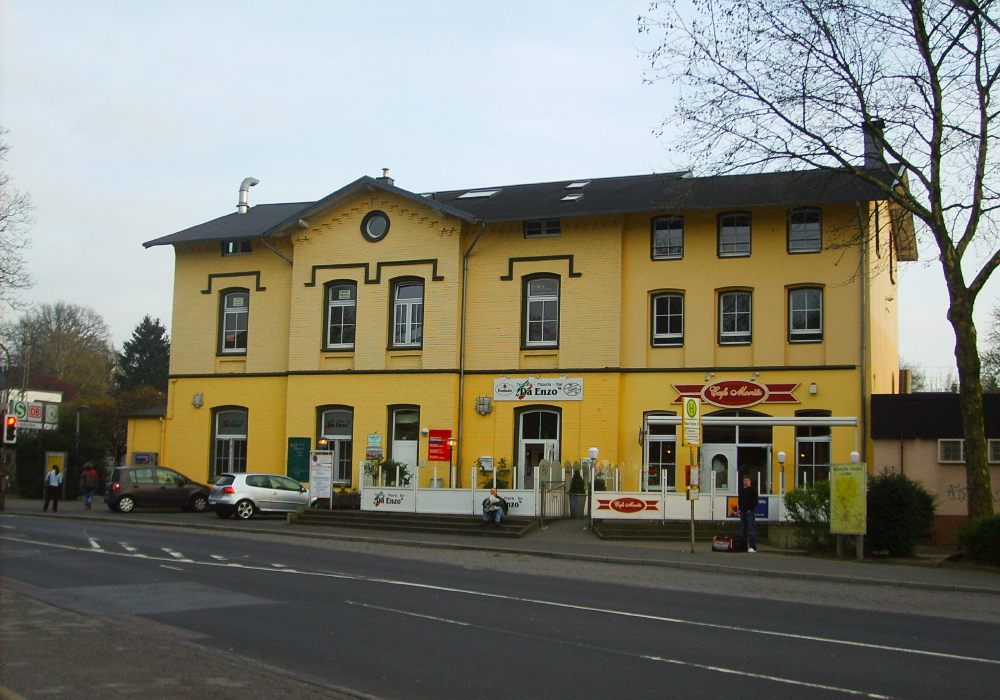
Старый вокзал
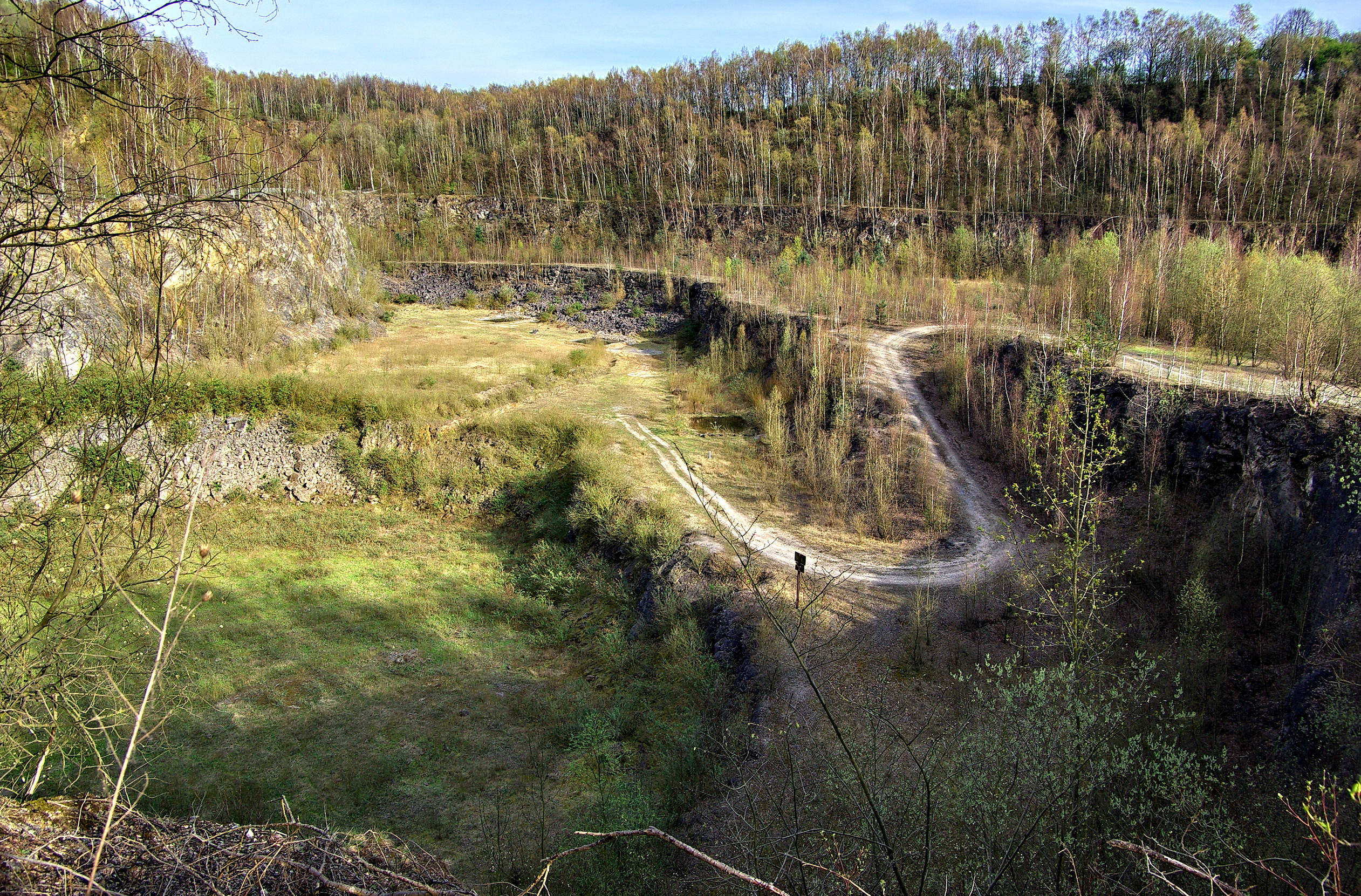
Старый карьер «Грубе» (Grube 7)